# Amy Poehler
Amy Meredith Poehler (Newton, Massachusetts, 1971. szeptember 16. –) Golden Globe- és Primetime Emmy-díjas amerikai színésznő, komikus, író, és producer.

## Filmográfia

### Film
| Év   | Magyar cím                                                | Eredeti cím                                | Szerep                         | Magyar hang         |
| ---- | --------------------------------------------------------- | ------------------------------------------ | ------------------------------ | ------------------- |
| 1998 |                                                           | Tomorrow Night                             | lefröcskölt nő                 |                     |
| 1998 |                                                           | Saving Manhattan                           | Kirsten                        |                     |
| 1999 | Tök alsó                                                  | Deuce Bigalow: Male Gigolo                 | Ruth                           | Majsai-Nyilas Tünde |
| 2000 |                                                           | Zoe Loses It (rövidfilm)                   | Pink                           |                     |
| 2001 | Gyagyák a gatyában, avagy tudom, kit fűztél tavaly nyáron | Wet Hot American Summer                    | Susie                          | Németh Kriszta      |
| 2002 |                                                           | Martin & Orloff                            | Patty                          |                     |
| 2004 | Bajos csajok                                              | Mean Girls                                 | Mrs. George                    | Némedi Mari         |
| 2004 | Irigy kutya                                               | Envy                                       | Natalie Vanderpark             | Farkasinszky Edit   |
| 2004 |                                                           | Wake Up, Ron Burgundy: The Lost Movie      | bankpénztáros                  |                     |
| 2006 | A káosz birodalma                                         | Southland Tales                            | Veronica Mung                  |                     |
| 2006 | Az év embere                                              | Man of the Year                            | önmaga                         | Pánics Lilla        |
| 2006 | Tenacious D, avagy a kerek rockerek                       | Tenacious D in The Pick of Destiny         | pincérnő a kamionos megállóban | Bánfalvi Eszter     |
| 2006 | Csapd le Chipet!                                          | The Ex                                     | Carol Lane                     | Árkosi Kati         |
| 2007 | Jégi dicsőségünk                                          | Blades of Glory                            | Fairchild Van Waldenberg       | Vadász Bea          |
| 2007 |                                                           | On Broadway                                | Farrah                         |                     |
| 2007 | Harmadik Shrek                                            | Shrek the Third                            | Hófehérke (hangja)             | Ruttkay Laura       |
| 2007 | Harmadik Shrek                                            | Shrek the Third                            | Hófehérke (hangja)             | Ambrus Rita         |
| 2007 | Ördögi út a boldogsághoz                                  | Shortcut to Happiness                      | Molly Gilchrest                | Tóth Auguszta       |
| 2007 | Anyámon a tanárom                                         | Mr. Woodcock                               | Maggie Hoffman                 | Bognár Gyöngyvér    |
| 2007 |                                                           | Girl Missing                               | Vikki                          |                     |
| 2007 |                                                           | Wild Girls Gone                            | Doreen                         |                     |
| 2008 | Horton                                                    | Horton Hears a Who!                        | Sally O'Malley (hangja)        | F. Nagy Erika       |
| 2008 | Horton                                                    | Horton Hears a Who!                        | Sally O'Malley (hangja)        | Náray Erika (ének)  |
| 2008 | Bébi mama                                                 | Baby Mama                                  | Angie Ostrowski                | Mezei Kitty         |
| 2008 | Hamlet 2.                                                 | Hamlet 2                                   | Cricket Feldstein              | Nyírő Eszter        |
| 2009 | Szörnyek az űrlények ellen                                | Monsters vs. Aliens                        | Női számítógép (hangja)        | F. Nagy Erika       |
| 2009 | Vakáció a szigeten                                        | Spring Breakdown                           | Gayle                          |                     |
| 2009 |                                                           | The Mystery of Claywoman (rövidfilm)       | Celeste Dupree                 |                     |
| 2009 | Alvin és a mókusok 2.                                     | Alvin and the Chipmunks: The Squeakquel    | Eleanor Mller (hangja)         |                     |
| 2010 | Arrietty – Elvitte a manó                                 | The Secret World of Arrietty               | Homily (angol hangja)          |                     |
| 2011 |                                                           | Freak Dance                                | Lillian                        |                     |
| 2011 |                                                           | Fight for Your Right Revisited (rövidfilm) | kávézó vendége                 |                     |
| 2011 | Megint Pirosszka! – Ellenrossz a rossz ellen              | Hoodwinked Too! Hood vs. Evil              | Gretel                         |                     |
| 2011 | Alvin és a mókusok 3.                                     | Alvin and the Chipmunks: Chipwrecked       | Eleanor Miller (hangja)        |                     |
| 2013 | Elvált Szülők Felnőtt Gyermekei                           | A.C.O.D.                                   | Sondra                         | Bozó Andrea         |
| 2013 | Ki van itt?                                               | Are You Here                               | Terry Coulter                  | Farkasinszky Edit   |
| 2013 | Pulykaland                                                | Free Birds                                 | Jenny (hangja)                 | Nemes Takách Kata   |
| 2013 | Ron Burgundy: A legenda folytatódik                       | Anchorman: The Legend Continues            | riporternő (cameo)             | Román Judit         |
| 2014 |                                                           | They Came Together                         | Molly                          |                     |
| 2015 | Agymanók                                                  | Inside Out"                                | Derű (hangja)                  | Bogdányi Titanilla  |
| 2015 | Riley első randija? (rövidfilm)                           | Riley's First Date?                        | Derű (hangja)                  | Bogdányi Titanilla  |
| 2015 |                                                           | A Very Murray Christmas                    | Liz                            |                     |
| 2015 | Lánytesók                                                 | Sisters                                    | Maura Ellis                    | Botos Éva           |
| 2017 | A szerencse háza                                          | The House                                  | Kate Johansen                  | Kiss Erika          |
| 2019 | Borvidék                                                  | Wine Country                               | Abby                           |                     |
| 2021 | Moxie, avagy a vagány csajok visszavágnak                 | Moxie                                      | Lisa                           |                     |
| 2023 |                                                           | First Time Female Director                 | MegMeg                         |                     |
| 2024 | Agymanók 2.                                               | Inside Out 2"                              | Derű (hangja)                  | Bogdányi Titanilla  |

### Televízió
| Év        | Magyar cím               | Eredeti cím                                 | Szerep                       | Megjegyzés                                   |
| --------- | ------------------------ | ------------------------------------------- | ---------------------------- | -------------------------------------------- |
| 1996–2000 |                          | Late Night with Conan O'Brien               | több szerep                  |                                              |
| 1997      |                          | Apartment 2F                                | Amy                          | 2 epizód                                     |
| 1998      | Kerge város              | Spin City                                   | Susan                        | 1 epizód                                     |
| 1998–2000 |                          | Upright Citizens Brigade                    | több szerep                  | 30 epizód                                    |
| 2001–2002 |                          | Undeclared                                  | Hillary                      | 3 epizód                                     |
| 2001–2010 | Saturday Night Live      | Saturday Night Live                         | több szerep / önmaga         | 142 epizód házigazda (1 epizód)              |
| 2004–2005 | Az ítélet: család        | Arrested Development                        | Gob menyasszonya             | 5 epizód                                     |
| 2005      | SpongyaBob Kockanadrág   | SpongeBob SquarePants                       | Gramma (hangja)              | 1 epizód (Láttad ezt a csigát?)              |
| 2005–2014 | A Simpson család         | The Simpsons                                | Jenda (hangja)               | 3 epizód                                     |
| 2006      |                          | O'Grady                                     | Wendy                        | 1 epizód                                     |
| 2006      |                          | Wonder Showzen                              | Miss Mary                    | 2 epizód                                     |
| 2008–2009 |                          | Saturday Night Live Weekend Update Thursday | önmaga                       | 5 epizód                                     |
| 2008–2011 | B, a szuperméh           | The Mighty B!                               | Bessie Higgenbottom (hangja) | 40 epizód forgatókönyvíró és producer        |
| 2009–2020 | Városfejlesztési osztály | Parks and Recreation                        | Leslie Knope                 | - 126 epizód - magyar hangja: - Zakariás Éva |
| 2010      | Szezám utca              | Sesame Street                               | önmaga                       | 1 epizód                                     |
| 2012      | A stúdió                 | 30 Rock                                     | fiatal Liz Lemon             | 1 epizód                                     |
| 2012      |                          | Louie                                       | Debbie                       | 1 epizód                                     |
| 2012      |                          | Napoleon Dynamite                           | Misty                        | 1 epizód                                     |
| 2013      | 70. Golden Globe-gála    | 70th Golden Globe Awards                    | önmaga (társ-házigazda)      | különkiadás                                  |
| 2013      |                          | The Greatest Event in Television History    | Jennifer Hart                | 1 epizód                                     |
| 2014      | 71. Golden Globe-gála    | 71st Golden Globe Awards                    | önmaga (társ-házigazda)      | különkiadás                                  |

## Díjak és jelölések
- Jelölés – Teen Choice Award, Choice Comedian (Saturday Night Live, 2005)
- Jelölés – Prism Award, Best Performance in a TV Comedy Series (Saturday Night Live, 2006)
- Jelölés – Primetime Emmy-díj, legjobb női mellékszereplő (vígjátéki sorozat) (Saturday Night Live, 2008)
- Jelölés – Primetime Emmy-díj, legjobb női mellékszereplő (vígjátéki sorozat) (Saturday Night Live, 2009)
- Jelölés – Teen Choice Award, Choice Comedian (Saturday Night Live, 2009)
- Elnyert – MTV Movie Award, legjobb „WTF” jelenetnek (Bébi mama, 2009)
- Jelölés – MTV Movie Award, legjobb komikus színésznek (Bébi mama, 2009)
- Jelölés – People's Choice Award, Favorite On-Screen Match Up (Bébi mama, 2009)
- Jelölés – Daytime Emmy-díj, Outstanding Performer In An Animated Program (B, a szuperméh, 2009)
- Jelölés – Daytime Emmy-díj, Outstanding Performer In An Animated Program (B, a szuperméh, 2010)
- Jelölés – Peoples's Choice Award, Favorite TV Comedy Actress (Városfejlesztési osztály, 2010)
- Jelölés – Primetime Emmy-díj, legjobb színésznő (vígjátéki sorozat) (Városfejlesztési osztály, 2010)
- Jelölés – Critics' Choice Television Award, legjobb színésznő (vígjátéki sorozat) (Városfejlesztési osztály, 2011)
- Jelölés – Primetime Emmy-díj, legjobb vígjátéki sorozat (Városfejlesztési osztály, 2011)
- Jelölés – Primetime Emmy-díj, legjobb színésznő (vígjátéki sorozat) (Városfejlesztési osztály, 2011)
- Jelölés – Satellite Award, legjobb színésznő (zenés film vagy vígjáték sorozat) (Városfejlesztési osztály, 2011)
- Jelölés – Television Critics Association Award, Individual Achievement in Comedy (Városfejlesztési osztály, 2011)
- Elnyert – Variety’s Power of Comedy Award (2011)
- Elnyert – The Comedy Awards, legjobb színésznő (vígjáték) (Városfejlesztési osztály, 2012)
- Elnyert – Critics' Choice Television Award, legjobb színésznő (vígjátéki sorozat) (Városfejlesztési osztály, 2012)
- Jelölés – Critics' Choice Television Award, legjobb sorozat (vígjáték) (Városfejlesztési osztály, 2012)
- Jelölés – Golden Globe-díj, legjobb női főszereplő (komédia vagy musical tévésorozat) (Városfejlesztési osztály, 2012)
- Jelölés – Primetime Emmy-díj, legjobb színésznő (vígjátéki sorozat) (Városfejlesztési osztály, 2012)
- Jelölés – Primetime Emmy-díj, legjobb író (vígjátéki sorozat) (Városfejlesztési osztály, 2012)
- Jelölés – Producers Guild of America Award, vígjátéki sorozat (Városfejlesztési osztály, 2012)
- Jelölés – Satellite Award, legjobb színésznő (komédia vagy musical tévésorozat) (Városfejlesztési osztály, 2012)
- Jelölés – Television Critics Association Award, Outstanding Individual Achievement in Comedy (Városfejlesztési osztály, 2012)
- Jelölés – Women's Image Network Awards, legjobb színésznő (vígjátéki sorozat) (Városfejlesztési osztály, 2012)
- Jelölés – Writers Guild of America Award, legjobb komédia sorozat (Városfejlesztési osztály, 2012)

- Jelölés – Golden Globe-díj, legjobb női főszereplő (komédia vagy musical tévésorozat) (Városfejlesztési osztály, 2013)
- Jelölés – Screen Actors Guild Award, legjobb színésznő (vígjátéki sorozat) (Városfejlesztési osztály, 2013)
- Jelölés – Writers Guild of America Award, Outstanding Episodic Comedy (Városfejlesztési osztály, 2013)
- Jelölés – Writers Guild of America Award, legjobb komédia sorozat (Városfejlesztési osztály, 2013)
- Elnyert – Gracie Award, legjobb színésznő (Városfejlesztési osztály, 2013)
- Jelölés – Primetime Emmy-díj, legjobb színésznő (vígjátéki sorozat) (Városfejlesztési osztály, 2013)
- Jelölés – Critics' Choice Television Award, legjobb színésznő (komédia sorozat) (Városfejlesztési osztály, 2013)
- Jelölés – Critics' Choice Television Award, legjobb vígjátéki sorozat (Városfejlesztési osztály, 2013)